# Gerlafingerweiher
Der Gerlafingerweiher (auch Entenweiher oder Änteweier genannt) ist ein See an der Grenze der Kantone Bern und Solothurn. Seit 1983 steht er unter Naturschutz.

## Lage und Charakteristik
Der Gerlafingerweiher liegt fünf Kilometer südsüdöstlich von Solothurn nahe den Gemeinden Gerlafingen (Solothurn) und Wiler bei Utzenstorf (Bern). Der grösste Teil liegt im Gebiet des Kantons Bern. Infolge von Aufschüttungen und zunehmender Verlandung nahm die Fläche des Sees von ursprünglich 1,8 Hektaren auf nur noch 0,95 Hektaren ab. Sein Einzugsgebiet beträgt etwa 29 Hektaren, grösstenteils landwirtschaftliche Flächen (73 %) und Wald (25 %). Der See liegt direkt neben einem Fabrikkanal und hat zwei separate Zuflüsse: den kleineren Tannschachenbach, der von Süden in den See fliesst, sowie den kanalisierten Strackbach im Nordwesten.
Wegen seiner geringen Tiefe von nur 0,5 Metern bildet sich im Sommer keine stabile Temperaturschichtung aus, demzufolge ist der See kontinuierlich mit Sauerstoff gesättigt. Die Phosphorkonzentration ist mit etwa 10 μg/l relativ gering. Aufgrund der eher für eutrophe Verhältnisse typischen Zusammensetzung des Phytoplanktons wird er dennoch als meso- bis eutroph klassifiziert.

## Geschichte und Nutzung

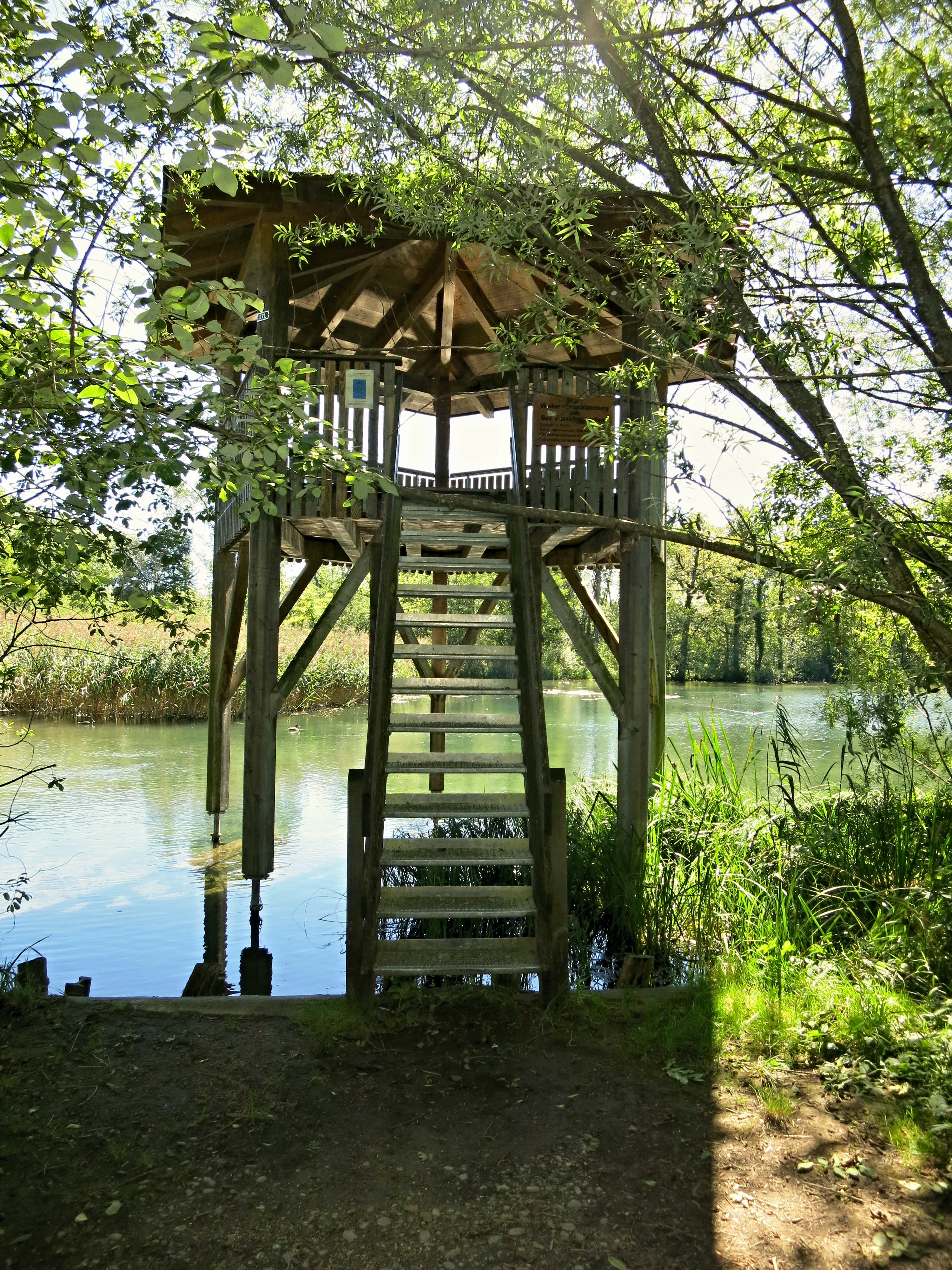
Beobachtungsturm am Gerlafingerweiher

Der See lag ehemals im Schwemmgebiet des Flusses Emme, ist jedoch ein von Menschen angelegtes Gewässer. 1812/1813 wurde an der Stelle eines schon davor existierenden Teiches ein Holzauffanglager ausgehoben, das zur Lagerung angeflösster Stämme diente. Nachdem die Flösserei 1869 eingestellt worden war, begann der See zu verlanden. Aufgrund naturschutzlicher Bedenken wurde von einer Eindämmung der Verlandung zunächst abgesehen, 1963 wurde der See aber dennoch teilweise ausgebaggert. 1984 wurde er teilweise aufgeschüttet, um ein Werkgeleis zu bauen. Bis 1974 leitete eine Papierfabrik Abwasser in den See.
Der See bietet eine vielfältige Vegetation, und um ihn herum entwickelte sich ein Auenwald, der vielen Lebewesen einen Lebensraum bietet. Der See gilt als Vogelschutzgebiet von nationaler Bedeutung, in dem Brutvögel wie Wasserralle, Kuckuck oder Kleinspecht vorkommen, ausserdem zahlreiche durchziehende Zugvögel und Wintergäste. Der Weiher befindet sich im Eigentum der Von Roll Immobilien AG. Seit 1929 war der Weiher durch einen Vertrag der Von Roll mit der Schweizerischen Gesellschaft für Vogelkunde und Vogelschutz geschützt, seit 1983 steht der See unter Naturschutz.
Auf dem Gebiet der Gemeinde Wiler bei Utzenstorf befindet sich ein sechs Meter hoher Beobachtungsturm.